# 빌런 (음악 그룹)
빌런은 대한민국의 음악 그룹이다. 2022년 싱글 [Dance With Me]로 데뷔했다.

## 음반
- Dance With Me (2022)